# Diana Barnato Walker
Diana Barnato Walker, MBE (15. ledna 1918 Camden Town, Londýn, Velká Británie – 28. dubna 2008 Surrey, Velká Británie) byla britská letkyně, za druhé světové války příslušnice Air Transport Auxiliary a první Britka, která překonala zvukovou bariéru. Za zásluhy v oblasti letectví obdržela Řád britského impéria.

## Život

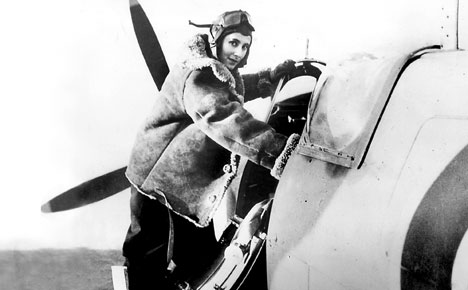
Diana Barnato nastupuje do kokpitu stíhacího letounu Supermarine Spitfire Mk.IX během válečné služby v Air Transport Auxillary

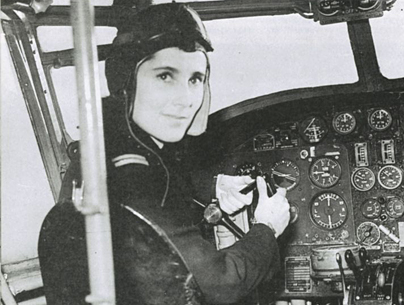
Diana Barnato v kokpitu cvičného letounu Airspeed Oxford během své služby v Air Transport Auxillary

Narodila se roku 1918 v Londýně. Jejími rodiči byla Američanka Dorothy Matland Falk Barnato (1893-1961) a Joel Woolf „Babe“ Barnato (1895-1948), finančník, předseda představenstva společnosti Bentley Motors, automobilový závodník a trojnásobný vítěz 24 hodin Le Mans. Měla sestru Virginií Barnato (1916-1980). Její rodiče se rozvedli, když jí byly čtyři roky. Její pradědeček Barney Barnato (1851–1897) mimo jiné vlastnil společnost Barnato Diamond Mining Company, těžící diamanty v jihoafrickém dole Big Hole a spoluzaložil těžařskou společnost De Beers Consolidated Mines. Prarodiči z matčiny strany byli obchodník Herbert Valentine Falk a Florence Maude Whittaker.
Diana Barnato roku 1936 dokončila studia na Queen’s College na Harley Street v Londýně. Jako debutantka byla v Buckinghamském paláci paláci představena britskému králi Eduardu VIII. Od malička se zajímala o letectví. Výcvik prodělala na cvičném letounu De Havilland Tiger Moth. Pilotní kvalifikaci získala roku 1936, v nejnižším možném věku.
Na začátku druhé světové války nastoupila jako dobrovolnice k Červenému kříži. Jako zdravotní sestra sloužila ve Francii až do evakuace britských sil u Dunkerku. Toužila stát se stíhací pilotkou, což ale britským ženám nebylo umožněno. V roce 1941 se připojila k Air Transport Auxiliary (ATA, Pomocná letecká dopravní služba), jejíž civilní piloti přelétávali bojové letouny v zázemí (zejména z továren k bojovým útvarům), čímž královské letectvo šetřilo personál pro bojové jednotky. Do ATA byla přijata jako jedna z prvních žen. Po potřebném výcviku nejprve přelétala méně výkonné stroje, ale později to byly i výkonné stíhací letuny a bombardéry. V letech 1942–1945 pilotovala na osmdesát typů letadel. Mezi nimi byly stíhací letouny Beaufighter, Gladiator, Hurricane, Mosquito, Mustang, Spitfire, Typhoon a bombardéry Avenger, B-25 Mitchell, Swordfish, Wellington, nebo hydroplány Walrus. Mimo jiné přelétla 260 stíhacích letounů Spitfire.
V roce 1942 se zasnoubila se leteckým esem wing commanderem Humphreym Gilbertem. Ten se však brzy poté zabil při startu s letounem Spitfire. Dne 6. května 1944 se provdala za wing commandera královského letectva Dereka Ronalda Walkera. O čtyři měsíce pozděj si udělali svatební výlet nad Bruselem v letounech Spitfire Mk.IX. Protože šlo o neschválený let, byli potrestáni pokutou ve výši tří měsíčních platů. Dne 14. listopadu 1945 však Derek Ronald Walker zemřel při přeletu ve špatném počasí se stíhacím letounem Mustang. Diana Barnato Walker se podruhé neprovdala. Po třicet let byla ve vztahu s Whitney Straightem, ženatým obchodníkem, automobilovým závodníkem a za války důstojníkem královského letectva v hodnosti air commodore. Vychovali syna Barneyho Barnato Walkera.
V létání pokračovala i po válce. Udělala si dopravní licenci a v rámci Women's Junior Air Corps (WJAC, od roku 1964 Girls' Venture Corps) se o víkendech dobrovolně věnovala výchově mladých pilotek. Létala přitom na strojích Fairchild Argus a British Taylorcraft Auster.
Dne 26. srpna 1963 Diana Barnato Walker slavila 27. výročí svého prvního sólového letu. Oslavila to letem dvoumístným stíhacím letounem britského královského letectva English Electric Lightning T Mk.4 (XM996), patřícím jednotce No. 226 Operational Conversion Unit RAF, ke čtyřicetiminutovému letu. Jejím kopilotem byl squadron leader Kenneth Goodwin. Odstartovaly ze základny RAF Middleton St George v Yorkshire. Po startu převzala řízení, vystoupala do výšky 56 000 stop a zrychlila na rychlost 1,6 Machu. Diana Barnato Walker se jako první žena stala členkou britského klubu The 1000 Miles Per Hour Club (jinak též The Ten Ton Club), založeného roku 1962 na základně RAF Coltishall. Členy klubu se mohly stát lidé, pilotující letoun rychlostí přes 1000 mil v hodině. V té době klub zahrnoval 350 osob.
Roku 1963 jí Britská ženská letecká asociace udělila cenu Jean Lennox Bird Trophy.
Dne 12. června 1965 za zásluhy v oblasti letectví obdržela Řád britského impéria v nejnižší třídě Member (Member of the Most Excellent Order of the British Empire, MBE).
Roku 1994 vydala svou autobiografii Spreading My Wings.
Ve volném čase se věnovala jízdě na koni a chovu ovcí v britském hrabství Surrey. V roce 2006 se ve svých 88 letech svezla ve dvoumístném Spitfiru. Přitom se krátce ujala řízení. Komentovala to slovy: „Bylo by neslušné to neudělat.“ („It would be impolite not to.“) Roku 2008 zemřela na zápal plic v nemocnici v Surrey.